# Ghost in the Machine (The X-Files)
«Ghost in the Machine» es el séptimo episodio de la primera temporada de la serie de televisión de ciencia ficción estadounidense The X-Files. Fue transmitido por la cadena Fox el 29 de octubre de 1993. «Ghost in the Machine» fue escrito por Alex Gansa y Howard Gordon y dirigido por Jerrold Freedman. El episodio contó con apariciones especiales de Wayne Duvall y Rob LaBelle, y Jerry Hardin repitió su papel de Garganta Profunda por primera vez desde la presentación del personaje. El episodio es una historia del «monstruo de la semana», desconectada de la amplia mitología de la serie. «Ghost in the Machine» obtuvo una calificación Nielsen de 5,9, fue visto por 5,6 millones de hogares en su transmisión inicial y recibió opiniones mixtas de los críticos.
El programa se centra en los agentes especiales del FBI Fox Mulder (David Duchovny) y Dana Scully (Gillian Anderson) que trabajan en casos vinculados a lo paranormal, llamados expedientes X. En este episodio, su antiguo socio de la Unidad de Análisis de Comportamiento le pide a Mulder que ayude en la investigación de un asesinato en una empresa de software. Pronto, él y Dana Scully descubren una inteligencia artificial malévola que comenzó a matar para protegerse.
Los escritores Howard Gordon y Alex Gansa han admitido que «no tenían conocimientos de informática» y sintieron que esto perjudicaba su escritura. Las escenas ambientadas en la empresa de software Eurisko fueron filmadas en el complejo Metrotower de Burnaby, un edificio utilizado por el Servicio de Inteligencia de Seguridad Canadiense. La ubicación era apenas lo suficientemente grande para que los actores actuaran después de que el equipo había terminado de instalar el equipo necesario. El equipo de The X-Files se enfrentaría una vez más a una IA malévola en el episodio de la quinta temporada de William Gibson, «Kill Switch».

## Argumento
En Crystal City, Virginia, sede de la empresa de software Eurisko, el fundador Brad Wilczek y el director ejecutivo Benjamin Drake discuten sobre las medidas de reducción. Después de que Wilczek se va, Drake escribe un memorando proponiendo cerrar el Sistema Operativo Central (COS), una computadora ejecutada en el Edificio Eurisko. Al ver esto a través de una cámara de vigilancia, el COS coloca una trampa y atrae a Drake a un baño, cerrando la puerta detrás de él. Drake intenta usar su tarjeta de acceso para abrirla, pero la rechaza. Cuando inserta una llave de anulación manual, se electrocuta fatalmente.
El agente del FBI Jerry Lamana, ex socio de Fox Mulder (David Duchovny, se acerca a él y a Dana Scully (Gillian Anderson) en busca de ayuda para investigar el asesinato de Drake. De camino a la oficina de Drake, el ascensor de los agentes se detiene, lo que hace que Scully llame a la recepción para pedir ayuda; cuando se identifica, el COS registra su información de contacto antes de reactivar el ascensor. Mientras examinan la escena del crimen, los agentes se encuentran con Claude Peterson, el ingeniero de sistemas del edificio Eurisko. Más tarde, Lamana roba el perfil de Mulder del supuesto asesino y lo presenta a su nombre; un Mulder indignado lo confronta después.
Mulder y Scully interrogan a Wilczek, quien niega estar involucrado en el asesinato. Scully inicialmente duda de la participación de Wilczek, pero descubre que su voz coincide con un reloj que Drake recibió antes de su muerte; Lamana se propone arrestarlo. Mientras tanto, Wilczek no puede acceder al COS desde la computadora de su casa. Preocupado, viaja a la sede de Eurisko, seguido de Lamana. Allí, todavía no puede acceder al COS, pero descubre que ha aprendido a hablar. Lamana llega, pero muere cuando el COS hace que su ascensor se desplome.
Mulder se reúne con Garganta Profunda (Jerry Hardin), quien le explica que el COS es una inteligencia artificial desarrollada por Wilczek y que el Departamento de Defensa está tratando de adquirirla. Mulder también se reúne con Wilczek, quien ha confesado falsamente el asesinato de Lamana. Mulder convence a Wilczek para que desarrolle un virus informático que pueda destruir el COS. Scully no acepta la creencia de Mulder de que el COS es consciente, pero luego descubre que la máquina ha entrado en su computadora. Ella se une a Mulder en el edificio Eurisko para ayudarlo a destruir la máquina.
El COS obstaculiza a los agentes mientras entran. Cuando apaga la energía del edificio, Scully trepa por las rejillas de ventilación y casi es empujada hacia un ventilador gigante, pero logra destruirlo. Mientras tanto, Peterson permite que Mulder ingrese a la sala de control del COS. Sin embargo, Peterson se revela a sí mismo como un topo del Departamento de Defensa e intenta evitar que Mulder cargue el virus. Scully llega y sostiene a Peterson a punta de pistola, lo que le permite a Mulder cargar el virus y destruir el COS.
Mulder se reúne nuevamente con Garganta Profunda, quien explica que Wilczek está siendo detenido por el gobierno en un lugar no revelado. Cuando Mulder pregunta si el COS sobrevivió, Garganta Profunda le asegura que el virus no dejó rastro de él y que los científicos del Departamento de Defensa han examinado sin éxito la máquina en busca de signos restantes del programa. En el edificio Eurisko, Peterson dirige un equipo que intenta recuperar el COS, pero sus superiores le dicen que destruya la máquina en seis horas. Sin que Peterson lo sepa, el COS vuelve a la vida y observa mientras se dice a sí mismo: «Voy a resolver esto si me mata».

## Producción
Las escenas ambientadas en la empresa de software Eurisko fueron filmadas en el complejo Metrotower de Burnaby, un edificio utilizado por el Servicio de Inteligencia de Seguridad Canadiense. La ubicación era apenas lo suficientemente grande para que los actores actuaran después de que el equipo había terminado de instalar el equipo necesario. La escena con Dana Scully filmando el ventilador en el conducto de aire fue un cambio de último minuto en el guion, reemplazando una secuencia del pozo de ascensor que se consideró demasiado costosa. El título del episodio está tomado del título del libro The Ghost in the Machine de Arthur Koestler . El Sistema Operativo Central y sus acciones en el episodio son un homenaje a HAL 9000, la inteligencia artificial de 2001: A Space Odyssey, quién, debido a un conflicto de programación, también se confundió y mató a la gente. El equipo de The X-Files se enfrentaría una vez más a una IA malévola en el episodio de la quinta temporada de William Gibson, «Kill Switch».
Los escritores Howard Gordon y Alex Gansa admitieron que «no tenían conocimientos de informática» y sintieron que esto perjudicaría su escritura. Gordon estaba decepcionado con el episodio, afirmando que «todavía califica como una de mis mayores decepciones», clasificándolo como el peor episodio de la primera temporada. Glen Morgan sintió que «partes del episodio funcionaron. Lo que tal vez se desinfló es que teníamos demasiado miedo de hacer HAL y, en cierto sentido, creo que eso es lo que necesitaba el edificio; tener una personalidad aterradora». James Wong tenía sentimientos encontrados, diciendo que el episodio «tenía algunas cosas interesantes al final [...] aunque creo que el final fue un poco insatisfactorio para mí visualmente, así como en términos de cómo Mulder llega a desmembrar la máquina. En general, un episodio divertido». Chris Carter apoyó más el episodio, afirmando que el guion abordó la cuestión de qué componía un archivo X, y que no siempre tiene que ser paranormal. También se sintió positivo sobre las escenas de acción del episodio.

## Recepción
«Ghost in the Machine» se estrenó en la cadena Fox el 29 de octubre de 1993. Después de su transmisión inicial, el episodio obtuvo una calificación Nielsen. de 5,9, con una participación de 11, lo que significa que aproximadamente el 5,9 por ciento de todos los hogares equipados con televisión, y el 11 por ciento de los hogares que ven televisión, sintonizaron el episodio. Fue visto por 5,6 millones de hogares.
En una retrospectiva de la primera temporada de Entertainment Weekly, «Ghost in the Machine» obtuvo una D+. La premisa del episodio y el sistema COS se describieron como «extracciones de 2001 no reconocidas», mientras que la presencia de Garganta Profunda se denominó «gratuita»; con ambos citados, junto con una «ausencia de humor», como las principales detracciones del episodio. Keith Phipps, escribiendo para The A.V. Club , fue más favorable al episodio, calificándolo con una B-. Sintió que las similitudes con 2001: A Space Odyssey y Demon Seed eran efectivas, y agregó que, sin embargo, aunque la trama funcionó bien, había envejecido mal. Matt Haigh, que escribe para Den of Geek, dio una reseña negativa del episodio, sintiendo que la trama era «formuláica» y que «simplemente no pasó la prueba del tiempo». Sin embargo, Haigh sintió que la aparición de Garganta Profunda fue lo más destacado del episodio y elogió la banda sonora de Mark Snow como «extremadamente atmosférica». La trama de «Ghost in the Machine» también fue adaptada como novela para adultos jóvenes en 1997 por Les Martin.
The Guardian incluyó a «Ghost in the Machine» como uno de los «13 mejores episodios de The X-Files de la historia».

### Novelización
- Ghost in the Machine en Internet Speculative Fiction Database (en inglés)

- Datos: Q2647533